# Eleejah Inisan
Eleejah Inisan (* 6. Juli 2008) ist eine französische Tennisspielerin.

## Leben

### Karriere
Eleejah Inisan spielt im Moment noch auf der Juniorinnentour der ITF und sporadisch auf der ITF Women’s World Tennis Tour.
2020, 2021 und 2022 trat sie beim Les Petits As an. 2022 wurde Insian französische Meisterin der U13/14.
2023 erhielt sie Ende Mai eine Wildcard für das Hauptfeld im Juniorinneneinzel der French Open, wo sie in der ersten Runde mit 6:3, 1:6 und 1:6 gegen die an Position acht gesetzte Mayu Crossley verlor. Auch für das Juniorinnendoppel erhielt sie zusammen mit ihrer Partnerin Daphnée Mpetshi Perricard eine Wildcard für das Hauptfeld, wo die beiden gegen Alessandra Teodosescu und Francesca Pace mit 1:6 und 1:6 verloren. Im Juli trat sie mit ihrer Partnerin Helena Mohamed beim Doppelwettbewerb der mit 60.000 US-Dollar dotierten Open International Féminin de Montpellier an, wo die beiden aber bereits in der ersten Runde gegen die topgesetzte Paarung Amina Anschba und Sofja Lansere mit 0:6 und 0:6 verloren. Im August wurde Insian französische Meisterin der U15/16.
2024 erhielt sie Ende Februar eine Wildcard für das Hauptfeld im Dameneinzel der mit 40.000 US-Dollar dotierten W50 Mâcon, wo sie in der ersten Runde gegen Kira Pawlowa mit 3:6 und 3:6 verlor. Im April trat sie mit Partnerin Diana Martynov beim Doppelwettbewerb der L’Open 35 de Saint-Malo an, ihrem ersten Turnier der WTA 125. Die beiden verloren in ihrem Auftaktmatch gegen Estelle Cascino und Carole Monnet mit 2:6 und1 1:6. In der Qualifikation zum Hauptfeld im Einzel scheiterte sie mit 2:6 und 2:6 an Eden Silva in der ersten Runde. Ende Mai erhielt sie wieder eine Wildcard für das Hauptfeld im Juniorinneneinzel, wo sie in der ersten Runde mit 3:6, 6:4 und 0:6 gegen die an Position 14 gesetzte Kaitlin Quevedo verlor. Auch im Juniorinnendoppel konnte sie zusammen mit Partnerin Alice Soulié ihre Wildcard nicht nutzen. Die beiden verloren gegen das schwedische Doppel Lea Nilsson und Nellie Taraba Wallberg mit 4:6, 6:4 und [8:10].
2025 verlor sie im Januar bei den Australian Open im Juniorinneneinzel gegen die Qualifikantin Yuliya Perapekhina mit 2:6 und 4:6. Im Juniorinnendoppel unterlag sie mit ihrer Partnerin Daphnée Mpetshi Perricard der chinesischen Paarung Qu Yihan und Wei Zhang-Qian mit 0:6, 6:4 und [4:10]. Im April erhielt sie eine Wildcard für die Qualifikation zum Hauptfeld im Dameneinzel der L’Open 35 de Saint-Malo, ihrem zweiten Turnier auf der WTA Challenger Serie. Durch einen 6:2 und 6:4 Sieg in der ersten Runde gegen Carole Monnet erreichte sie die Qualifikationsrunde, wo sie dann aber gegen Sara Cakarevic mit 6:73, 6:3 und 4:6 verlor. Ende Mai erhielt sie eine Wildcard für die Qualifikation für die Hauptrunde im Dameneinzel der French Open.

## Abschneiden bei Grand-Slam-Turnieren

### Juniorinneneinzel
| Turnier         | 2023 | 2024 | 2025 | Karriere |
| --------------- | ---- | ---- | ---- | -------- |
| Australian Open | —    | —    | 1    | 1        |
| French Open     | 1    | 1    | 1    | 1        |
| Wimbledon       | —    | —    | —    | —        |
| US Open         | —    | —    |      | —        |

Zeichenerklärung: S = Turniersieg; F, HF, VF, AF = Einzug ins Finale / Halbfinale / Viertelfinale / Achtelfinale; 1, 2, 3 = Ausscheiden in der 1. / 2. / 3. Hauptrunde; nicht ausgetragen

### Juniorinnendoppel
| Turnier         | 2023 | 2024 | 2025 | Karriere |
| --------------- | ---- | ---- | ---- | -------- |
| Australian Open | —    | —    | 1    | 1        |
| French Open     | 1    | 1    | 1    | 1        |
| Wimbledon       | —    | —    | —    | —        |
| US Open         | —    | —    |      | —        |